# (1146) Biarmia
(1146) Biarmia – planetoida z pasa głównego asteroid okrążająca Słońce w ciągu 5 lat i 124 dni w średniej odległości 3,05 au. Została odkryta 7 maja 1929 roku w Obserwatorium Simejiz na górze Koszka na Półwyspie Krymskim przez i Grigorija Nieujmina. Nazwa planetoidy pochodzi od Biarmalandu, legendarnej krainy. Przed nadaniem nazwy planetoida nosiła oznaczenie tymczasowe (1146) 1929 JF.